# Keiko Harada
Keiko Harada (jap. 原田 敬子, Harada Keiko; * 17. April 1968 in Tokio) ist eine japanische Komponistin, die im europäischen Raum insbesondere durch ihre kammermusikalischen Werke für Akkordeon bekannt wurde.

## Leben
Keiko Harada absolvierte 1993 an der Tōhō-Gakuen-Musikhochschule Tokio ein Studium in den Fächern Klavier, Komposition, Kammermusik und Dirigieren bei Akira Miyoshi und Michio Mamiya. Danach vervollständigte sie ihre Studien in internationalen Seminaren etwa bei Brian Ferneyhough und György Kurtág.
Sie erhielt Kompositionsaufträge u. a. vom NHK Symphony Orchestra und vom Yomiuri Japan Symphony Orchestra, von Interpreten wie Yo-Yo Ma, Mike Svoboda, Carin Levine und Stefan Hussong sowie von etlichen Ensembles für Neue Musik wie dem Ensemble Modern und dem Ictus Ensemble. Von 1989 bis 1999 leitete sie das von ihr gegründete Ensemble Manufacture (Tokio).
Sie lehrt als Professorin für Komposition an der Musikhochschule Tokio. Außerdem unterrichtet sie an der Tōhō-Gakuen-Musikhochschule und an der Universität der Künste Tokio.

## Werke (Auswahl)
- Midstream für Klarinette und Akkordeon (1997)
- Heavy Wood für Bassklarinette, Violine, Gitarre, Klavier und Kontrabass (1998)
- BONE+ für Akkordeon solo (1999)
- Abyss II für Akkordeon, Oboe, Violine und Violoncello (2001)
- Sonora Distancia III für Akkordeon, Klavier, Percussion, Harfe und Orchester (2001)
- Tristan und Isolde (2001) für Violine, 2 Gitarren, gemischter Chor, Klavier und Percussion (Musik zum Theater von Satoshi Miyagi)
- Third Ear deaf II in Fassungen für Blockflöte und Sho (2001), Blockflöte und Akkordeon (2002) sowie Querflöte und Akkordeon (2003)
- A streetcar named desire (2002) für Violine, Akkordeon und Klavier (Musik zum Theater von Satoshi Miyagi)
- Femmes en miroir(2003) für Sho, Violine, Akkordeon, Violoncello, Percussion und präpariertes Klavier (Musik zum Film von Kiju Yoshida)
- Structured Improvisation I-X (2004–2005) für große Bassblockflöte, Akkordeon, präpariertes Klavier und Percussion
- The other side (2006) für großes Orchester
- Catalyst (2007) für Kammerorchester
- Echo Montage (2008) für großes Orchester
- (6) movements (2009) für gemischten Chor a cappella
- Phonetica (2012) für Percussion solo
- Konzert (2013–2015) für Klavier und Orchester
- Hen-Puu (2015) für Orchester

## Auszeichnungen
- 1. Preis bei der 62. Music Competition of Japan Awards
- Yasuda-Preis
- E.-Nakamichi-Preis (1993)
- Preis beim 5. Akiyoshidai International Music Festival and Seminar (1993)
- Yamaguchi Prefectional Musical Award (1995)
- 11. Akutagawa-Kompositionspreis (2001)
- Kenzo Nakajima Musikpreis (2004)
- 57. Otaka-Preis (2009)